# Argentavis magnificens
Argentavis magnificens (дослівно — «величний аргентинський птах») — вимерлий птах родини тераторнітидів (Teratornithidae), мешкав у верхньому міоцені в Південній Америці.

## Опис
Аргентавіс — один з найбільших відомих науці летючих птахів за всю історію Землі, поступається лише відкритому у 2014 році птаху Pelagornis sandersi, розміри якого ще більші. Аргентавіс жив 6—8 млн років тому в Аргентині. Важив близько 77,5 кг, маючи розмір у висоту 1,8 м, розмах його крил сягав 7 м (для порівняння, найбільший розмах крил серед сучасних птахів має мандрівний альбатрос — 3,25 м).
Череп аргентавіса був завдовжки 45 см, а плечова кістка мала в довжину більше пів метра. Процес линяння займав 74 дні. Аргентавіс був анатомічно близький до стародавніх лелек. За будовою черепа тераторнітид роблять висновок, що вони не були падальниками, а харчувалися живою здобиччю, хоча і не дуже великою, яку проковтували цілком. Припускається, що вони знаходили велику групу гризунів, обрушувалися на них зверху, приголомшуючи їх своїм тілом, і ковтали — такий спосіб полювання й послужив причиною гігантизму. До відкриття аргентавіса найбільшими літаючими птахами вважалися морські псевдозубі птахи Pelagornithidae, що досягали у розмаху крил 6 м.

### Споріднені види
- Aiolornis — розмах крил — 5 м;
- Teratornis — розмах крил — менше 4 м, маса — 15 кг.